# 沙丽法·达夫罗诺娃
沙丽法·达夫罗诺娃（2006年9月27日—），乌兹别克斯坦女子田径运动员，2022年世界U20田径锦标赛女子三级跳远金牌得主、2021年伊斯兰团结运动会女子三级跳远金牌得主、2022年亚洲运动会女子三级跳远金牌得主。